# Castell de Ribes
El castell de Ribes, també anomenat castell de Bell-lloc o castell de Sota-ribes, és una obra del municipi de Sant Pere de Ribes (Garraf) declarada bé cultural d'interès nacional. Es tracta d'un edifici documentat des del segle x que està situat, dalt un petit turó escarpat al costat de l'església vella de Sant Pere de Ribes, a la dreta de la riera de Ribes, a la sortida de Sant Pere de Ribes en direcció Vilanova i la Geltrú.

## Història
El 6 de maig de l'any 990 és documentat per primera vegada en la carta de franqueses i poblament del terme de Sant Pere de Ribes. En aquesta carta, signada pel bisbe Vives, es diu literalment: ...castrum nuncupatum Bello loco qui vocitantur Ribas..., que en català és …castell anomenat Bell-lloc que té també el nom de Ribes….
Des dels seus orígens, el castell va restar estretament lligat a la seu de Barcelona. La fortalesa va ser presa per la ràtzia d'Almansor, que afectà molt el terme, i posteriorment, encomanada a la família Ribes pel bisbe Vives de Barcelona que els va concedir una carta de franqueses perquè repoblessin la terra i hi edifiquessin de nou la fortalesa. A la darreria del segle x va ser ocupat i posteriorment infeudat a Geribert, vescomte regent de Barcelona, fet que originà un llarg plet amb el bisbe de Barcelona que va obtenir del papa Silvestre II dues butlles amb amenaça d'excomunió contra Geribert. L'objectiu del bisbe era defensar els drets senyorials sobre Ribes. L'any 1039, Folc Geribert, fill de Geribert va retornar el castell a la Seu de Barcelona. L'any 1041, el bisbe Guislabert va infeudar el castell lliurant-lo a Mir Geribert, germà de Folc. Ramon Mir, el fill de Mir, va heretar-lo , el que va ser el començament de la nissaga de feudataris cognomenada Ribes.
Els Ribes ho van tenir en la seva propietat fins al segle xiv (1389-90) quan Ramon d'Escales, bisbe de Barcelona, va comprar tots els drets i les jurisdiccions del terme. A partir d'aquella data, la seu de Barcelona fou posseïdora de la jurisdicció i tots els drets senyorials sobre Ribes fins a l'abolició dels drets feudals al segle xix.
La construcció ha estat utilitzada com a magatzem, botiga, arxiu i presó. Durant més de 30 anys ha estat la residència del ballarí José de Udaeta.
Castell termenat. Documentat el 990.
Hi ha notícia del castell de Ribes des del segle x. El bisbat de Barcelona era el propietari i l'any 990, va atorgar carta de franqueses als habitants del castell per tal de reconstruir-lo després de l'atac d'Al-Mansur.
Posteriorment, el castell va passar a feu de la família Ribes fins a l'any 1390, quan la jurisdicció i els drets van tornar al bisbat. L'any 1620 el castell va ser cedit al comú de Ribes, que l'ha conservat fins als nostres dies.
Al llarg dels anys ha tingut diverses funcions i actualment, la torre i l'edifici annex són utilitzats com a habitatge.

### Senyors feudals
| Núm. | Nom                                       | Inici              | Fi                   | Observacions |
| ---- | ----------------------------------------- | ------------------ | -------------------- | --- |
|      | FAMÍLIA VESCOMTAL DE BARCELONA            |                    |                      | |
| 1.   | Geribert de Barcelona                     | després 990        | vers 1020            | Ocupà el castell i aconseguí la infeudació en conflicte amb el bisbat de Barcelona, propietari del castell des de mitjans segle x.                                                    |
| 2.   | Ermengarda de Barcelona                   | vers 1020          | testament 17/10/1030 | Muller de l'anterior. |
| 3.   | Folc Geribert                             | després 17/10/1030 | 27/12/1039           | Fill dels anteriors. Retornà el castell al bisbat de Barcelona |
|      | DOMINI ECLESIÀSTIC                        | 27/12/1039         | 24/11/1041           | |
| 4.   | Mir Geribert                              | 24/11/1041         | 1060                 | Era germà de Folc Geribert. Li infeudà el castell el seu cosí i bisbe de Barcelona Guislabert.                                                                                        |
|      | FAMÍLIA DELS RIBES                        |                    |                      | |
| 5.   | Ramon I de Ribes (Ramon Mir de Santmartí) | 1060               | després 1120         | Fill de l'anterior. |
| 6.   | Arnau I de Ribes (Arnau Miró)             | després 1120       | després 1144         | Fill de l'anterior. El 1129 fou el primer a utilitzar el cognom Ribes. |
| 7.   | Arnau Pere I de Ribes                     | després 1144       | després 1148         | Fill de l'anterior. |
| 8.   | Ponç I de Ribes                           | després 1148       | després 1190         | Possible fill de l'anterior. Sense descendència. |
| 9.   | Ramon II de Ribes                         | després 1148?      | després 1182         | Fill d'Arnau Pere I. Sense descendència |
| 10.  | Arnau II de Ribes                         | després 1148?      | després 1189         | Germà de l'anterior. |
| 11.  | Ponç II de Ribes                          | després 1189       | després 1191         | Fill de l'anterior. |
| 12.  | Arnau III de Ribes                        | després 1191       | després 1208         | Possible fill de l'anterior. |
| 13.  | Galceran I de Ribes                       | després 1208       | després 1221         | Possible fill de l'anterior. |
| 14.  | Ponç III de Ribes                         | després 1221       | testament 1258       | Germà de l'anterior. |
| 15.  | Berenguer I de Ribes                      | després 1258       | 1303                 | Nebot de l'anterior, fill de Berenguera de Ribes, germana de Ponç III, i de Guillem de Pacs.                                                                                          |
| 16.  | Galceran II de Ribes                      | 1303               | 1350                 | Fill de l'anterior. |
| 17.  | Berenguer II de Ribes                     | 1350               | 1375                 | Fill de l'anterior. |
| 18.  | Jaume I de Ribes                          | 1375               | 27/01/1389           | Fill de l'anterior. Menor d'edat sota la tutela del cavaller Bernat de Corbera (1375-1388). Venc els seus drets al bisbat de Barcelona, que conservà aquests drets fins a l'any 1836. |

## Arquitectura

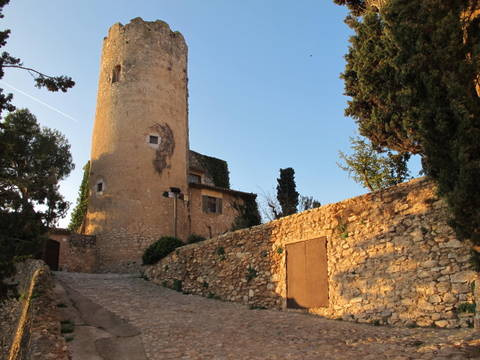
Castell de Ribes (desembre 2012

L'única resta del castell primitiu és la torre cilíndrica amb el parament exterior arrebossat de manera uniforme amb la interrupció de les obertures de la porta alta, situada a migdia, les finestres amb arc del darrer pis i una mena de desguàs situat a dalt, al SW. Aquestes obertures es consideren originals. A més, hi ha dues finestres quadrades i les portes que comuniquen amb la casa. La forma cilíndrica esdevé troncocònica a la part superior. Els merlets són força retocats.
L'interior presenta un sòcol massís d'uns 3,5 m d'alçada. Damunt, una sala de 3,20 m d'alçada coberta per una cúpula rebaixada feta amb maó de pla. El segon nivell, altíssim, de 7,80 m d'alçària, està cobert per una volta de pedruscall, formigó de calç i encofrat de canyes. Hi ha la porta d'entrada a la torre i 50 cm més avall, un replà perimetral de 20 cm d'amplada que sostenia l'embigat del pis. Uns quatre mtres més amunt, hi ha forats de biga que corresponen a un altre embigat de pis, anul·lat i substituït per la volta de pedra. La porta d'entrada està situada a uns 8 m sobre el nivell del terreny. Obertura rectangular amb un arc de descàrrega de ferradura força matussera; els brancals i el llindar són grans lloses planes encastades al mur. La llinda era un arc amb llindes de tres dovelles.
El mur del cilindre de la torre té un gruix entre 1,50 i 1,80 m, bastit amb pedra calcària arrodonida i sense treballar, disposada en filades. A l'interior, la mateixa disposició amb algunes filades de pedres inclinades. Els fonaments, de forma bulbosa, són fets de formigó i calç i pedres sense trencar.
Es pot afirmar que es tracta d'una torre anterior a l'aparició de l'arquitectura llombarda a Catalunya i afí a les construccions bastides entre el segle X i primera meitat del segle xi. Precisant més, el sector més antic de la torre es pot considerar una obra de la darreria del segle X que devia formar part del castell a què es refereix la carta de poblament i franqueses del 6 de maig de 990.
El castell de Ribes està situat a l'antic nucli de Sant Pere de Ribes, anomenat actualment Sota-Ribes. Enlairat damunt un petit turó, forma un conjunt amb la primitiva parròquia de Sant Pere de Ribes.
La planta original del castell ha quedat molt reduïda i actualment, consta d'una torre i dues naus. De les restes conservades, són remarcables la torre de planta circular d'aproximadament 19 metres d'alçada i 7 metres de diàmetre, amb dos pisos coberts amb volta, una obertura d'arc de ferradura i merlets.